# Municipio de Zacapala
El municipio de Zacapala (del nahuatl: zacatl, palani ‘zacate, pudrirse’‘Zacate que se pudre’) es un municipio situado en el estado mexicano de Puebla. Según el censo de 2020, tiene una población de 4647 habitantes. Su cabecera es la localidad de Zacapala.

## Historia
Es un asentamiento humano que remonta al siglo IX, cuando fue ocupado por tribus de origen mixteco y popoloca.
La iglesia de San Juan Evangelista fue concluida en el año 1700. El archivo eclesiástico se conserva a partir de 1842.
El registro civil se fundó en 1872.
Se erige en Municipio Libre en 1872.

## Ubicación
Zacapala se encuentra en la parte centro sur del estado de Puebla (México) y a 82.3 km de la ciudad capital. Tiene una altitud media de 1280 metros sobre el nivel del mar y una extensión territorial de 392.92 kilómetros cuadrados. Se ubica en el lugar 17 con respecto a los demás municipios del estado de Puebla.

## Hidrografía
Su territorio pertenece a la cuenca del Atoyac. Al extremo es cruzado por el río Atoyac, el único de carácter permanente con que cuenta el municipio; sin embargo, presenta una gran cantidad de arroyos intermitentes que bañan al municipio siempre de este a oeste, sirviendo de tributarios del Atoyac.
El río Ajamilpa es un brazo del río que atraviesa el pueblo, apenas unido por las lluvias de verano, que bajan de las barrancas que se encuentran al oriente de la población, barrancas que son conocidas como “las posas cerca del rancho el rincón”.

## Orografía
El municipio pertenece por completo a los llanos de Tepexi, planicie que forma parte de la meseta poblana; sin embargo el relieve es bastante complicado. Al noroeste, el terreno alcanza su mayor altura (1700 metros sobre el nivel del mar), presentando un declive suave y regular en dirección noroeste-sureste, apenas interrumpido por el cerro de la Cruz.
Continuando al sureste, el declive se vuelve más abrupto y cambia drásticamente de rumbo ahora de este a oeste, en dirección del Río Atoyac.
El descenso es irregular, presentando tanto zonas planas a distintos niveles, como formaciones orográficas, entre las que destacan los cerros Palo Liso, Comaltepec, Gordo, el Campamento, el Duende y mesas como mano de Buey, la Palma y San Mateo.
Al extremo suroeste presenta su menor altura, en la ribera del Atoyac (110 metros sobre el nivel del mar).

## Climas
Se pueden identificar dos climas según los registros.
- Clima cálido subhúmedo, con lluvia en verano: temperatura media anual entre 22 y 36 °C; temperatura del mes más frío mayor de 18 °C; precipitación del mes más seco menor de 60 milímetros; lluvia invernal con respecto a la anual menor de 5%. Es clima predominante; se identifica en toda la porción oriental.

- Clima semicálido subhúmedo, con lluvias en verano: temperatura media anual entre 22 y 36 °C; temperatura del mes más frío mayor de 18 °C; precipitación del mes más seco menor de 60 milímetros; lluvia invernal con respecto a la anual menor de 5%. Se presenta al noroeste y sureste.

## Ecosistema
La mayor parte del municipio está cubierto de selva baja caducifolia, asociada en ocasiones a vegetación secundaria arbustiva y arbórea; al oriente presenta algunas zonas de pastizales inducidos y áreas reducidas de bosques de encino.
Por último en áreas dispersas en todo el municipio se encuentran espacios dedicados a la agricultura de temporal, que están creciendo a costa de la vegetación natural.

## Recursos naturales
Zacapala se encuentra en una zona semiárida. Aun así las cosechas en productos agrícolas han formado parte del sustento principal del municipio. Algunos otros recursos son las zonas áridas. Además cuenta con algunos montículos y arena de barranca.
Se trabaja la tierra, sembrándose maíz, calabaza, tomate, cebolla y fríjol, entre otras hortalizas, así como aguacate, anona y zapote negro, entre otros frutos.